# 橙斑薩盲蝽
橙斑薩盲蝽（学名：Psallops luteus）为盲蝽科薩盲蝽屬下的一个种。
其种加词“luteus”意为“黄色的”。